# Duroia micrantha
Duroia micrantha är en måreväxtart som först beskrevs av Ladbr., och fick sitt nu gällande namn av James Lee Zarucchi och Joseph Harold Kirkbride. Duroia micrantha ingår i släktet Duroia och familjen måreväxter. Inga underarter finns listade i Catalogue of Life.